# Polissyster
Polissyster var ett historiskt yrke i Sverige, som utövades mellan 1908 och 1958. Det var föregångaren till att öppna polisyrket för kvinnor. Yrket fasades ut då polisyrket öppnades för båda könen år 1954.   

## Historia
Svenska Kvinnors Nationalförbund väckte 1907 en motion till Stockholms stadsfullmäktige om kvinnor inom poliskåren. Man hänvisade till ett experiment i Stuttgart, där sjuksköterskan Henriette Arendt år 1903 hade varit anställd som polisassistent och som sådan kan räknas som den första kvinnliga polisen i Europa. Överståthållarämbetet beslöt år 1908 att anställa "polissystrar" på prov, med utvärdering år 1909. De första som anställdes var Agda Halldin, Maria Andersson och Erica Ström. Arbetsuppgifterna för polissystrarna var noggrant reglerade, och enligt ett beslut den 17 mars 1908 inkluderade uppgifterna följande
- Bevaka kvinnor och barn som "för företeelser intagits till polisstationer".
- Genomföra kroppsvisitation av kvinnor på polisstationen
- Följa med kvinnor som behövde vård eller barnafödande
- Hjälpa fattiga och hemlösa kvinnor och barn som sökte hjälp på polisstationen
- Övervaka och förhindra tiggeri från kvinnor och barn på allmän plats.[4]

Dessutom förväntades polissystern att "...att i öfrigt ställa sig till efterrättelse såväl i tillämpliga de för polispersonalen i Stockholm gällande föresrkifter som ock de ordet och bestämmelser, som kunna dem varda af vederbörande polisbefäl i meddelande."
Att bli polissyster var en banbrytande anställning. På den tiden var polisen decentraliserad och hade olika organisationer i olika städer. I Stockholm hade polisen indelat staden i distrikt, med patrullerande poliser som ansvarade för att upprätthålla lag och ordning inom sina specifika bevakningsområden.
Försöket med polissystrar bedömdes som lyckat, och 1910 anställdes polissystrar även i andra städer, bland annat Göteborg. Däremot var polissystrarna inte likvärdiga med de manliga poliserna och de hade inte samma befogenheter. Ett förslag om att ge dem samma befogenheter som de manliga kollegorna, vilket skulle göra dem till fullvärdiga poliser, avslogs och förlöjligades i pressen.   
År 1930 utökades polissystrarnas befogenhet och de fick rättighet att närvara vid husrannsakan hos kvinnor, bedriva spaningsarbete och hålla förhör med kvinnor vid brott av sexuell art. Från 1944 fick polissystrarna den första formella polisutbildningen genom en polisklass på polisstationen, och från 1949 öppnades konstapelskolan för kvinnor, vilket var en polisgrundutbildning. Titeln polissyster avskaffades år 1954, och 1957 antogs de första kvinnorna till samma polisutbildning som män.